# Erigone fluminea
Erigone fluminea là một loài nhện trong họ Linyphiidae.
Loài này thuộc chi Erigone. Erigone fluminea được Alfred Frank Millidge miêu tả năm 1991.